# Acrapex gibbosa
Acrapex gibbosa là một loài bướm đêm trong họ Noctuidae.